# Waldersbach
Waldersbach – miejscowość i gmina we Francji, w regionie Grand Est, w departamencie Dolny Ren.
Według danych na rok 1990 gminę zamieszkiwało 139 osób, a gęstość zaludnienia wynosiła 41 osób/km² (wśród 903 gmin Alzacji Waldersbach plasuje się na 391. miejscu pod względem liczby ludności, natomiast pod względem powierzchni na miejscu 42.).